# Butvydas
Butvydas (ook wel: Pukuveras, Pucuwerus, Pukuwer of Liutauras, Wit-Russisch: Будзівід, Budzivid, Боудивидъ, Bowdyvyd, overleden in 1295) was vorst van Litouwen van 1292 tot 1295. 
Zijn invloed was al groot tijdens de regeerperiode van zijn broer Butigeidis. Dit leidde sommige historici te geloven, dat ze co-vorsten waren, net als later zijn kleinzonen Algirdas en Kęstutis. 
Tijdens zijn korte regeerperiode probeerde Butvydas het vorstendom tegen de Duitse Orde te verdedigen. Hij viel ook Mazovië, een bondgenoot van de Orde, binnen.
Hij werd in 1295 opgevolgd door zijn zoon Vytenis.